# تليفونيكا
تليفونيكا (بالإسبانية: Telefónica)‏ هي شركة اتصالات متعددة الجنسيات إسبانية مقرها في مدريد.

## وصلات خارجية
- الموقع الرسمي